# Zanna noduligera
Zanna noduligera är en insektsart som beskrevs av Melichar 1908. Zanna noduligera ingår i släktet Zanna och familjen lyktstritar. Inga underarter finns listade i Catalogue of Life.